# 哈爾特達倫木板教堂

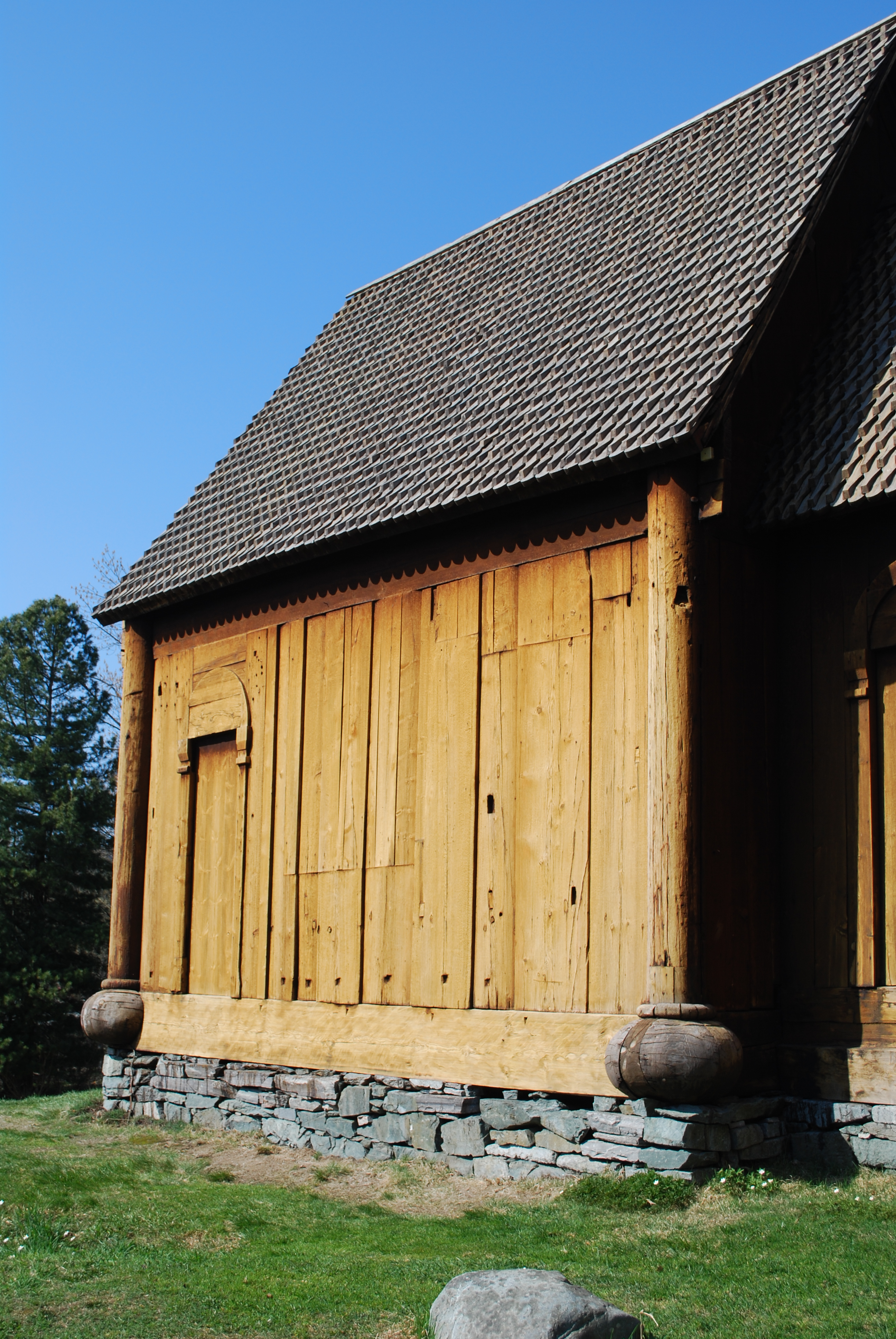

哈爾特達倫木板教堂（挪威語：Haltdalen stavkyrkje）是挪威的一座木板教堂，修建於1170年代。這座教堂最初位於特倫德拉格郡霍爾托倫，現在位於特隆赫姆的民俗博物館。

## 外部連結
- Haltdalen Stave Church at Sverresborg Trøndelag Folkemuseum （页面存档备份，存于）

63°25′4″N 10°21′18″E / 63.41778°N 10.35500°E